# Blewązka
Blewązka (popul.: Zalew Kobyla Góra) – zbiornik zaporowy znajdujący się w zachodniej części wsi Kobyla Góra, na terenie Wzgórz Ostrzeszowskich (powiat ostrzeszowski, województwo wielkopolskie).

## Charakterystyka
Zalew ma powierzchnię 18 hektarów, długość około 900 metrów, największą szerokość 520 metrów, największą głębokość 7 metrów i został wybudowany w latach 1972–1983 poprzez utworzenie zapory na Meresznicy.
Akwen w większości otoczony jest borem sosnowym i stanowi popularne miejsce wypoczynku dla mieszkańców okolicznych powiatów. Funkcjonują tu: plaża, gastronomia, wypożyczalnie łodzi, obiekty sportowe i hotelowe. Ma tutaj swą siedzibę ostrzeszowski klub jachtowy "Orion" i szkoła windsurfingu. Zalew jest systematycznie zarybiany (przede wszystkim karpiem) i jest areną zawodów wędkarskich. Akwenem opiekuje się koło PZW Ostrzeszów (Okręg PZW Kalisz).

## Przyroda
Dno jest piaszczyste i zasiedlone przez dużą populację małży. Roślinności zanurzonej jest niewiele. Kilka miejsc porasta trzcina. Z ryb występują tu: płoć, leszcz, karaś srebrzysty, jaź, wzdręga, amur, lin, okoń, szczupak, sandacz, boleń i sum.

## Historia i pamiątki przeszłości
Teren obecnego zalewu był miejscem zbiórek powstańców w 1848 oraz powstańców wielkopolskich. Powstańcy z 1848 zbierali się pod wodzą chłopa z Ligoty, Tomasza Sikorskiego, co upamiętnia obelisk przy zaporze. Na terenie leśnym przy zbiorniku znajduje się również cmentarz żydowski w Kobylej Górze z licznymi zachowanymi macewami.